# Richard Fritz Behrendt
Richard Fritz Behrendt (* 6. Februar 1908 in Gleiwitz; † 17. Oktober 1972 in Basel) war ein deutscher Soziologe.

## Leben
Richard F. Behrendt war der Sohn eines Fabrikbesitzers in Gleiwitz (jetzt Gliwice, Polen). Er studierte an der Handelshochschule Nürnberg, dann an den Universitäten in Köln und in Basel (dort 1931 Habilitation) und an der London School of Economics. Von 1932 bis 1934 freie journalistische Tätigkeit, dann 1935–40 ordentlicher Professor für Soziologie und Nationalökonomie an der Universität Panama.
1940–53 Lehrtätigkeit an verschiedenen amerikanischen Universitäten, Beratertätigkeit in Peru, Guatemala, Puerto Rico und Panama, u. a. im Auftrag der Internationalen Bank für Wiederaufbau und Entwicklung (Weltbank) und der UNO. 1953 außerordentliche Professur für Soziologie und Wirtschaftsorganisation an der Universität Bern, 1956 Ordinarius, 1960 Direktor des Instituts für Soziologie und Sozioökonomische Entwicklungsfragen der Universität Bern. 1965–72 ordentlicher Professor für Soziologie an der Freien Universität Berlin.

## Buchveröffentlichungen (Auswahl)
- Die Schweiz und der Imperialismus: Die Volkswirtschaft des hochkapitalistischen Kleinstaates im Zeitalter des politischen und ökonomischen Nationalismus, Rascher, 1932
- Politischer Aktivismus. Ein Versuch zur Soziologie und Psychologie der Politik, Hirschfeld, Leipzig 1932 (siehe dazu: Daniel Siemens: Politische Gewalt als emotionale Befriedigung. Richard F. Behrendts vergessener Geniestreich aus dem Jahr 1932. In: Zeithistorische Forschungen 13 (2016), S. 172–178)
- Economic nationalism in Latin America, School of Inter-American Affairs, University of New Mexico, 1941
- Inter-American economic cooperation, problems, recent developments, and prospects, School of Inter-American Affairs, University of New Mexico, 1943
- Modern Latin America in social science literature, University of New Mexico Press, 1949
- Die wirtschaftliche und soziale Revolution in den unentwickelten Ländern, H. Lang, 1954
- Strukturwandlungen der schweizerischen Wirtschaft und Gesellschaft,  Stämpfli, 1962
- L’homme à la lumière de la sociologie, Payot, 1964
- Zwischen Anarchie und neuen Ordnungen, Rombach, Freiburg 1967
- Soziale Strategie für Entwicklungsländer, S. Fischer, Frankfurt am Main  1965, ²1968
- Der Mensch im Licht der Soziologie. Versuch einer Besinnung auf Dauerndes und Wandelbares im gesellschaftlichen Verhalten, W. Kohlhammer, 1969
- Lob des Westens, Verlag der Arche, 1971